# USS Omaha (LCS-12)
Pour les articles homonymes, voir USS Omaha.
L'USS Omaha (LCS-12) est un littoral combat ship de classe Independence de l’United States Navy. C’est le quatrième navire à porter le nom d’Omaha, la plus grande ville du Nebraska. La quille du navire a été posée le 18 février 2015 au chantier naval Austal USA à Mobile (Alabama), et il a été mis à l’eau le 20 novembre. Le navire a été mis en service à San Diego, en Californie, le 3 février 2018 et a été affecté au Littoral Combat Ship Squadron One.

## Conception
En 2002, l’US Navy a lancé un programme visant à développer le premier d’une flotte de littoral combat ships. La Navy a d’abord commandé deux navires à coque trimaran à General Dynamics, qui sont devenus connus sous le nom de navires de combat côtiers de classe Independence, d’après le premier navire de la classe, l’USS Independence. Les navires de combat côtiers aux numéros pairs de l’US Navy sont construits à l’aide de la conception de trimaran de classe Independence, tandis que les navires aux numéros impairs sont basés sur une conception concurrente, le navire de combat côtier monocoque conventionnel de classe Freedom. La commande initiale de navires de combat côtiers concernait un total de quatre navires, dont deux de la classe Independence. Le 29 décembre 2010, la Navy a annoncé qu’elle attribuait à Austal USA un contrat pour la construction de dix navires de combat côtiers supplémentaires de classe Independence,.

## Carrière
Le navire a été commandé à Austal USA, le contrat a été attribué le 29 décembre 2010. La cérémonie de pose de la quille a eu lieu le 18 février 2015, au chantier naval d’Austal USA à Mobile (Alabama). L’USS Omaha a été lancé le 20 novembre 2015 et baptisé le 19 décembre 2015. La marraine du navire était la philanthrope d’Omaha, Susan Alice Buffett. Le navire de combat côtier est le quatrième navire à porter le nom d’Omaha, la plus grande ville du Nebraska,. L’USS Omaha a été mis en service le 3 février 2018 à San Diego, en Californie. Il est affecté au Littoral Combat Ship Squadron One.

### Incident OVNI
Le 15 juillet 2019, plusieurs OVNIs présumés ont été suivis sur le radar du navire alors qu’il s’entraînait au large de San Diego. L’enquête ultérieure menée par le Groupe de travail sur les phénomènes aériens non identifiés (UAPTF) du Pentagone n’a pas permis de déterminer la nature ou l’origine des phénomènes, qui restent inexpliqués.